# 宇托·多吉玉純
宇托·多吉玉純（1912年—1998年），藏族，西藏吉熱學院及拉薩文學美術專門學校畢業，西藏婦女會主席，美國費城賓夕凡尼亞大學講師，後在僑選第四區遴選為第一屆第一次增額立法委員，但其以身體原因未報到。
民國62年（1973年）5月23日，於第一屆立法院邊政委員會第51會期第2次全體委員會上，立委曾就其未報到事宜質詢蒙藏委員會委員長崔垂言。
- 韓同委員：上次在海外新遴選的西藏籍立法委員宇托·多古玉純迄未同國到立法院來報到，不知是什麼原因?過去在大陸時，立法院是有藏籍委員的，但到了廣州之後就離開了。請問崔委員長，這位新選立法委員可否從速與他聯繫來院報到?
- 吳雲鵬委員：就新遴選之藏籍立法委員迄未完成報到手續，依自由地區增加中央民意代表名額選舉辦法第四十九條第二款規定「立法委員於一會期內無故不出席者，視為辭職」，他雖然令其公子代辦報到手續，但因限於規定，不能代辦。而本會期即將終了，因病不能親自報到，亦領辦理請假手續，始符規定，希望蒙藏委員會再去函聯繫'請他辦理請假手續。
- 趙石溪委員：今天藏胞的態度雖然良好，但不很正確，相信貴會也應該有此看法。假使這個觀念在自己心目中不能澄清，將來的後果是可以想見的。由此觀念聯想到新選藏籍宇托委員沒有來院報到的事，希望蒙藏委員會從速敦促來院報到，依法行使職權。萬一因身體一時不能復元，也希望不要忽略請假手續，以避免發生「一會期內無故不出席，視為辭職」之困難。因為他的出席立法院，就是代表西藏行使立法權，這是非常重要的。
- 崔垂言：新遴選的宇托﹒多吉玉純立法委員，在遴選之前，曾徵得其本人同意，選定之後，她亦曾來信囑其在臺之子到本會敬致感謝總統關懷並重視西藏人民的德意，嗣又來信稱患高血壓，暫不克搭機遠行，要求准由其子代為報到。本會會迭次去函催促，回信始終表示俟病稍愈，當即返國。